# Kecskeméti SE
Kecskeméti SE – węgierki męski klub siatkarski z miejscowości Kecskemét, sekcja klubu sportowego o tej samej nazwie założonego w 1965 roku. Obecnie występuje w najwyższej klasie rozgrywek klubowych na Węgrzech.
Od nazwy sponsora zespół przyjął nazwę Kalo-Méh KSE.

## Medale, tytuły, trofea
- Mistrzostwa Węgier:
  -  1983, 1987, 2014
  -  1982, 1984, 1985, 1986, 2008, 2009, 2010, 2011, 2012, 2013, 2015
  -  1980, 1988, 1990, 2005, 2007, 2016, 2018
- Puchar Węgier:
  -  1983, 1988, 2014, 2019
  -  1978, 1981, 1982, 1984, 1985, 1986, 1987, 2009, 2010, 2012, 2013, 2015, 2016, 2018
  -  1980, 1990, 1997, 2005, 2006, 2008, 2011, 2023

## Kadra
Sezon 2013/2014
- Pierwszy trener: Sandor Gyurko

| Nr | Imię i nazwisko    | Data ur. | Wzrost | Pozycja      |
| -- | ------------------ | -------- | ------ | ------------ |
| 1  | Roland Török       | 1995     | 190    | rozgrywający |
| 2  | Tamas Tigyi        | 1995     | 201    | środkowy     |
| 4  | András Tóth        | 1988     | 187    | rozgrywający |
| 5  | Krisztian Csoma    | 1988     | 198    | środkowy     |
| 7  | Milan Erki         | 1994     | 190    | środkowy     |
| 8  | Mate Szappanos     | 1990     | 187    | przyjmujący  |
| 9  | Istvan Schulcz     | 1987     | 201    | przyjmujący  |
| 10 | Arsenije Mutapcija | 1988     | 205    | przyjmujący  |
| 11 | Péter Farkas       | 1992     | 190    | przyjmujący  |
| 13 | Lajos Dorcsák      | 1991     | 199    | środkowy     |
| 14 | Krisztián Pádár    | 1996     | 197    | atakujący    |
| 15 | Tamás Szabó        | 1982     | 179    | libero       |
| 16 | Zsolt Fazekas      | 1994     | 179    | libero       |
| 17 | Árva Milan         | 1994     | 197    | przyjmujący  |
| 18 | Alpar Szabó        | 1990     | 203    | środkowy     |